# Tia Mare
Tia Mare è un comune della Romania di 4 838 abitanti, ubicato nel distretto di Olt, nella regione storica dell'Oltenia. 
Il comune è formato dall'unione di 3 villaggi: Doanca, Potlogeni, Tia Mare.